# Qezeljeh-ye Qeshlāq
Qezeljeh-ye Qeshlāq (persiska: قزلجه قشلاق) är en ort i Iran.   Den ligger i provinsen Östazarbaijan, i den nordvästra delen av landet, 400 km väster om huvudstaden Teheran. Qezeljeh-ye Qeshlāq ligger 1 457 meter över havet och antalet invånare är 158.
Terrängen runt Qezeljeh-ye Qeshlāq är kuperad åt nordost, men åt sydväst är den platt. Qezeljeh-ye Qeshlāq ligger nere i en dal. Runt Qezeljeh-ye Qeshlāq är det ganska glesbefolkat, med 22 invånare per kvadratkilometer. Närmaste större samhälle är Naşīrābād-e Soflá, 14,5 km nordväst om Qezeljeh-ye Qeshlāq. Trakten runt Qezeljeh-ye Qeshlāq består i huvudsak av gräsmarker.